# Spojrzenia
Spojrzenia (ang.: Looking)  – amerykański komediowo-dramatyczny serial telewizyjny, emitowany przez HBO od 19 stycznia 2014 do 23 marca 2015. Twórcą serialu jest Michael Lannan. Początkowo planowana była tylko jedna seria, jednak serial zdobył popularność i zdecydowano o jego kontynuacji. 25 marca 2015 roku HBO ogłosiła, iż nie zamierza produkować trzeciego sezonu, ale w zamian powstanie film. Nierozwiązane wątki fabuły zostały zakończone w specjalnym 90-minutowym filmie telewizyjnym, wyemitowanym przez HBO 23 lipca 2016.
W Polsce serial jak i film emitowane były przez polską wersję HBO.

## Fabuła
Serial skupia się wokół  życia trzech znajomych gejów: Patricka, Agustina i Doma, którzy mieszkają w San Francisco.

## Role główne
- Jonathan Groff jako Patrick[3]
- Frankie J. Alvarez jako Agustín
- Murray Bartlett  jako Dom
- Raúl Castillo jako Richie (rola drugoplanowa w pierwszej serii)
- Lauren Weedman jako Doris (rola drugoplanowa w pierwszej serii)
- Russell Tovey jako Kevin[4] (rola drugoplanowa w pierwszej serii)

## Role drugoplanowe
- Scott Bakula jako Lynn[5]
- O.T. Fagbenle jako Frank
- Andrew Law jako Owen
- Daniel Franzese jako Eddie[6]
- Chris Perfetti jako Brady[7]
- Baishi Salahuddin jako Milik[7]

## Odcinki
| Seria | Seria     | Odcinki   | Oryginalna emisja | Oryginalna emisja | Oryginalna emisja | Oryginalna emisja | Oryginalna emisja |
| Seria | Seria     | Odcinki   | Premiera serii    | Finał serii       | Premiera serii    | Finał serii       |                   |
| ----- | --------- | --------- | ----------------- | ----------------- | ----------------- | ----------------- | ----------------- |
|       | 1         | 8         | 19 stycznia 2014  | 9 marca 2014      | 31 marca 2014     | 19 maja 2014      |                   |
|       | 2         | 10        | 11 stycznia 2015  | 22 marca 2015     | 12 stycznia 2015  | 23 marca 2015     |                   |
|       | The Movie | The Movie | 23 lipca 2016     | 23 lipca 2016     | 4 sierpnia 2016   | 4 sierpnia 2016   |                   |

### Sezon 1 (2014)
| № | Nr | Tytuł                           | Reżyseria    | Scenariusz                     | Premiera         | Premiera w Polsce |
| - | -- | ------------------------------- | ------------ | ------------------------------ | ---------------- | ----------------- |
| 1 | 1  | Looking for Now                 | Andrew Haigh | Michael Lannan                 | 19 stycznia 2014 | 31 marca 2014     |
| 2 | 2  | Looking for Uncut               | Andrew Haigh | Andrew Haigh                   | 26 stycznia 2014 | 7 kwietnia 2014   |
| 3 | 3  | Looking at Your Browser History | Andrew Haigh | Michael Lannan & Andrew Haigh  | 1 lutego 2014    | 14 kwietnia 2014  |
| 4 | 4  | Looking for $220/Hour           | Ryan Fleck   | Allan Heinberg                 | 9 lutego 2014    | 21 kwietnia 2014  |
| 5 | 5  | Looking for the Future          | Andrew Haigh | Andrew Haigh                   | 16 lutego 2014   | 28 kwietnia 2014  |
| 6 | 6  | Looking in the Mirror           | Joe Swanberg | Tanya Saracho & J.C. Lee       | 23 lutego 2014   | 5 maja 2014       |
| 7 | 7  | Looking for a Plus-One          | John Hoffman | John Hoffman                   | 2 marca 2014     | 12 maja 2014      |
| 8 | 8  | Looking Glass                   | Andrew Haigh | Tanya Saracho & Michael Lannan | 9 marca 2014     | 19 maja 2014      |

### Sezon 2 (2015)
| №  | Nr | Tytuł                         | Reżyseria     | Scenariusz                             | Premiera         | Premiera w Polsce |
| -- | -- | ----------------------------- | ------------- | -------------------------------------- | ---------------- | ----------------- |
| 9  | 1  | Looking for the Promised Land | Andrew Haigh  | Andrew Haigh                           | 11 stycznia 2015 | 12 stycznia 2015  |
| 10 | 2  | Looking for Results           | Andrew Haigh  | Michael Lannan                         | 18 stycznia 2015 | 19 stycznia 2015  |
| 11 | 3  | Looking Top to Bottom         | Ryan Fleck    | John Hoffman                           | 25 stycznia 2015 | 26 stycznia 2015  |
| 12 | 4  | Looking Down the Road         | Ryan Fleck    | Roberto Aguirre-Sacasa                 | 8 lutego 2015    | 9 lutego 2015     |
| 13 | 5  | Looking for Truth             | Andrew Haigh  | Tanya Saracho                          | 15 lutego 2015   | 16 lutego 2015    |
| 14 | 6  | Looking for Gordon Freeman    | Jamie Babbit  | JC Lee                                 | 22 lutego 2015   | 23 lutego 2015    |
| 15 | 7  | Looking for a Plot            | Andrew Haigh  | Jhoni Marchinko                        | 1 marca 2015     | 2 marca 2015      |
| 16 | 8  | Looking for Glory             | Jamie Babbit  | Michael Lannan & JC Lee                | 8 marca 2015     | 9 marca 2015      |
| 17 | 9  | Looking for Sanctuary         | Craig Johnson | Roberto Aguirre-Sacasa & Tanya Saracho | 15 marca 2015    | 16 marca 2015     |
| 18 | 10 | Looking for Home              | Andrew Haigh  | Andrew Haigh & John Hoffman            | 22 marca 2015    | 23 marca 2015     |

### The Movie (2016)
| Nr | Tytuł              | Reżyseria    | Scenariusz                    | Premiera                                                         | Premiera w Polsce                                          |
| -- | ------------------ | ------------ | ----------------------------- | ---------------------------------------------------------------- | ---------------------------------------------------------- |
| F1 | Looking: The Movie | Andrew Haigh | Andrew Haigh & Michael Lannan | 26 czerwca 2016 (Frameline Film Festival) 23 lipca 2016 (HBO US) | 25 lipca 2016 (HBO GO Polska) 4 sierpnia 2016 (HBO Polska) |